# WebTrust
WebTrustSM/TM – międzynarodowy standard określający zbiór zasad i kryteriów (dobrych praktyk) w zakresie szeroko pojętego bezpieczeństwa informacji w Internecie. Kryteria standardu WebTrustSM/TM zostały określone przez American Institute of Certified Public Accountants (AICPA) oraz Canadian Institute of Chartered Accountants (CICA) w 1995 roku i nadal są rozwijane. Podmiot (urząd certyfikacji, CA) pozytywnie zaudytowany na zgodność z tym standardem uzyskuje wpis do list zaufanych na świecie centrów certyfikacji, np. we wszystkich popularnych przeglądarkach internetowych, czy też platformach usługowych i oprogramowaniu.

## Pieczęć WebTrustSM/TM
Pieczęć WebTrustSM/TM przyznawana jest przez AICPA/CICA zaufanym urzędom certyfikacyjnym (centrom certyfikacji) to jest tym, które pomyślnie przeszły specjalny audyt sześciu podstawowych obszarów (i są poddawane ustawicznym reaudytom okresowym):
1. Security                                          (bezpieczeństwo)
2. Privacy                                           (prywatność)
3. Business Practices/Transaction Integrity (praktyki biznesowe/integralność transakcji)
4. Availabity                                        (dostępność)
5. Confidentiality                                   (poufność)
6. Non-Repudiation                                   (niezaprzeczalność)

Pieczęć WebTrustSM/TM informuje użytkowników o spełnieniu przez centrum certyfikacji międzynarodowych wymogów dotyczących bezpieczeństwa internetowego, poufności przetwarzanych danych oraz bezpieczeństwa operacji związanych z komunikacją i handlem elektronicznym.
Urząd certyfikacyjny z pieczęcią WebTrustSM/TM jest uprawniony do weryfikacji wiarygodności internetowej według określonych kryteriów, np. poprzez sprawdzenie, czy konkretna witryna internetowa dysponuje oświadczeniem o zachowaniu poufności (opublikowane powiadomienie o sposobie wykorzystywania informacji osobistych) oraz czy użytkownik ma możliwość podjęcia decyzji o sposobie wykorzystywania udostępnionych witrynie informacji. Oznacza ona, że urząd certyfikacji świadczy usługi i wydaje certyfikaty zgodnie ze standardem WebTrustSM/TM i jest urzędem godnym zaufania w obszarze, jaki obejmuje pieczęć.
W związku z różnymi wytycznymi audytowymi dla różnych obszarów działalności centrów certyfikacji są następujące pieczęcie WebTrustSM/TM:
- pieczęć WebTrustSM/TM dla usług certyfikacyjnych zwykłych (niekwalifikowanych), tj. certyfikatów S/MIME.
- pieczęć WebTrustSM/TM SSL dla certyfikatów SSL
- pieczęć WebTrustSM/TM Code Signing dla certyfikatów Code Signing oraz EV Code Signing (zabezpieczanie kodu)
- pieczęć WebTrustSM/TM Extended Validation dla certyfikatów SSL – oznacza spełnienie przez centrum certyfikacji najwyższych wymagań, w szczególności w zakresie uwierzytelniania klientów. Warunkiem koniecznym uzyskania pieczęci tej kategorii jest również ubezpieczenie ogólne na kwotę co najmniej 2 miliony USD oraz ubezpieczenie odpowiedzialności zawodowej na kwotę 5 milionów USD.

## PKI
Certyfikaty PKI i usługi związane z podpisem elektronicznym, jeśli są wydawane zgodnie ze standardem WebTrustSM/TM, mają status zaufanych w skali światowej. Centra Certyfikacji, które pozytywnie przeszły adres WebTrust, mogą starać się o wpisanie na listy zaufanych wystawców certyfikatów przez przeglądarki internetowe (np. Google Chrome, Firefox)
Zaufane centra certyfikacji (CC) posiadające pieczęć WebTrustSM/TM dla certyfikatów SSL, a szczególnie WebTrust Extended Validation, są uprawnione do weryfikacji internetowej, np. poprzez sprawdzenie, czy dana strona internetowa dysponuje oświadczeniem o zachowaniu poufności oraz czy użytkownik ma możliwość podjęcia decyzji o sposobie wykorzystywania udostępnionych na niej informacji. Strona internetowa zatwierdzona przez zaufane CC ma prawo do umieszczenia wizerunku „pieczęci certyfikatu SSL zachowania poufności”.

## WebTrust w Polsce
Pieczęcie WebTrust w Polsce posiadają:
Asseco Data Systems, dawniej Unizeto Technologies S.A. (od 2002 r.) – świadcząca usługi certyfikacyjne związane z podpisem elektronicznym poprzez markę CERTUM (Certum Certification Authority). Posiada: pieczęć WebTrust dla zwykłych (niekwalifikowanych) usług certyfikacyjnych, pieczęć WebTrust Extended Validation dla certyfikatów SSL o randze EV, pieczęć WebTrust BR-SSL dla zwykłych certyfikatów SSL o randze DV i OV oraz pieczęć WebTrust Code Signing dla certyfikatów Code Signing i EV Code Signing.
Krajowa Izba Rozliczeniowa S.A. (od 2019 r.) – świadcząca usługi certyfikacyjne przez markę Szafir. Posiada pieczęć WebTrust dla zwykłych (niekwalifikowanych) usług certyfikacyjnych oraz pieczęć WebTrust BR-SSL dla zwykłych certyfikatów SSL o randze DV i OV.